# Amber Benson
Amber Nicole Benson (Birmingham, Alabama, 8 de janeiro de 1977) é uma atriz estadunidense. Além de atriz, é escritora, diretora e produtora de filmes. É conhecida principalmente pelo seu papel como Tara Maclay na série televisiva Buffy, a Caçadora de Vampiros.
Em 2002 dirigiu e atuou no filme Chance, no qual contracenou com seu colega de elenco de Buffy The Vampire Slayer, o ator James Marsters.

## Biografia
Benson nasceu em Birmingham, Alabama, filha de Edward Benson, um psiquiatra, e Diane Benson. Ela tem uma irmã mais nova, Danielle, que é artista. Ela teve uma educação mista, cristã e judaica.
Quando criança, Amber estudou música e dança, e se presentou no Birmingham Children's Ballet, bem como no teatro local. Ela cursou o ensino médio (um de seus colegas foi Joey Fatone) em Orlando, Flórida depois que sua família se mudou para lá, em parte para ajudar Amber a buscar oportunidades de atuar, a mais importante foi uma série de televisão não vendido chamada 'Kid's News, em que Amber era para ter sido uma das duas âncoras principais. Os Bensons então se mudaram para Los Angeles e Amber começou rapidamente a ter papéis em filmes e na televisão.

## Carreira

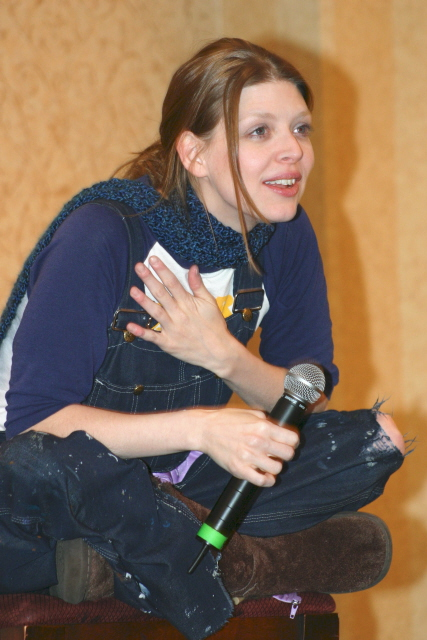
Benson numa convenção de Buffy the Vampire Slayer em 2005.

Ainda trabalhando em Buffy the Vampire Slayer, Benson escreveu, dirigiu, produziu, editou e atuou em um vídeo digital chamado Chance (2002), que também contou com seu colega de elenco de Buffy, James Marsters. Depois de seu tempo em Buffy, Benson começou a produção de uma série de filmes de animação para a BBC com o co-criador Christopher Golden e o estúdio de animação Cosgrove Hall. Ghosts of Albion: Legacy (2003) e suas sequências estão disponíveis no site Cult da BBC. Em 2006, Benson lançou seu segundo longa-metragem independente Lovers, Liars & Lunatics através da sua própria produtora, Benson Entertainment. O filme foi filmado em película e foi parcialmente financiado pela venda da edição limitada da figura de ação de Tara do episódio "Triangle". O projeto, inicialmente chamado de "The Dirt Script", foi finalmente chamado Lovers, Liars & Lunatics pela produtora Diane Benson, mãe de Amber. Ela é co-diretora junto com Adam Busch de Drones, um filme de comédia  que teve sua primeira exibição no Reino Unido no SciFi London Festival, em Maio de 2010.
Benson cantou no episódio musical de Buffy the Vampire Slayer, "Once More, With Feeling". Ela gravou os vocais para as canções "I've Got a Theory / Bunnies / If We're Together", "Under Your Spell" (solo), "Walk Through the Fire", "Standing/Under Your Spell (Reprise)" and "Where Do We Go from Here?" Em 2002, ela apareceu em duas músicas do álbum Music for Elevators do colega de Buffy Anthony Stewart Head. Ela também cantou "Toucha Toucha Touch Me" (ou "Criatura da Noite"), no VH1's celebrity karaoke em homenagem a The Rocky Horror Picture Show.
Em 1997 ela co-escreveu o filme The Theory of the Leisure Class com o diretor Gabriel Bolonha.
Em 2003, Benson colaborou com o diretor James Kerwin para produzir sua peça, Albert Hall, em Hollywood.

## Escritora

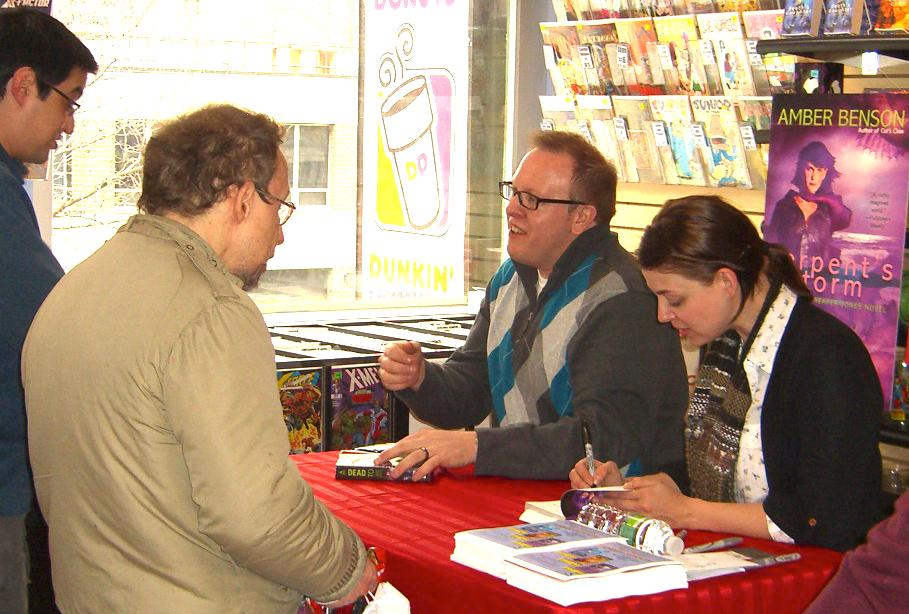
Benson e o romancista Anton Strout durante uma aparição na Midtown Comics Downtown em Manhattan em 5 de Março de 2011

Benson também escreve romances e livros de banda desenhada principalmente em colaboração com Christopher Golden. Em 2001, Benson trabalhou com Golden, Terry Moore, e Eric Powell da Dark Horse Comics para criar história em quadrinhos Buffy the Vampire Slayer: Willow and Tara intitulada "WannaBlessedBe". No ano seguinte (2002), trabalhou com Christopher Golden e AJ (Ajit Jothikaumar) da Dark Horse Comics para criar a história em quadrinhos Buffy the Vampire Slayer: Willow e Tara intitulada Wilderness #1 e Wilderness #2. Em 2005, Benson colaborou com o artista Jamie McKelvie em um conto dentro da Image Comics coleção Four Letter Worlds. Em 2006, Benson colaborou com o artista Ben Templesmith em Demon Father John's Pinwheel Blues  publicado pela IDW como uma dividida em quatro partes do livro, Shadowplay (com a obra de Ashley Wood e Christina Z). Benson e dourado também têm colaborado em dois thrillers sobrenaturais: Ghosts of Albion: Maldito e Ghosts of Albion: Witchery. Estes livros seguem a sorte de Tamara Swift e William, que apareceu pela primeira vez no computador animação BBC web filme Ghosts of Albion: Legacy. Em dezembro de 2006, Benson e Golden liberado ainda outra parceria, a novela The Seven Whistlers que foi distribuído pela Subterranean Press em um número limitado de cópias assinadas. Em setembro de 2007, Benson assinou um contrato de três livros com Ginjer Buchanan de Penguin Books. O primeiro livro foi Death's Daughter, um paperback marca Ace, que foi lançado em 24 de fevereiro de 2009, e o segundo livro é Cat's Claw, lançado em 23 de fevereiro de 2010. Ela completou o terceiro livro, Serpent's Storm, em junho de 2010, e em uma entrevista indicou que pode haver um quarto. Serpent's Storm foi lançado em fevereiro de 2011.

## Vida Pessoal

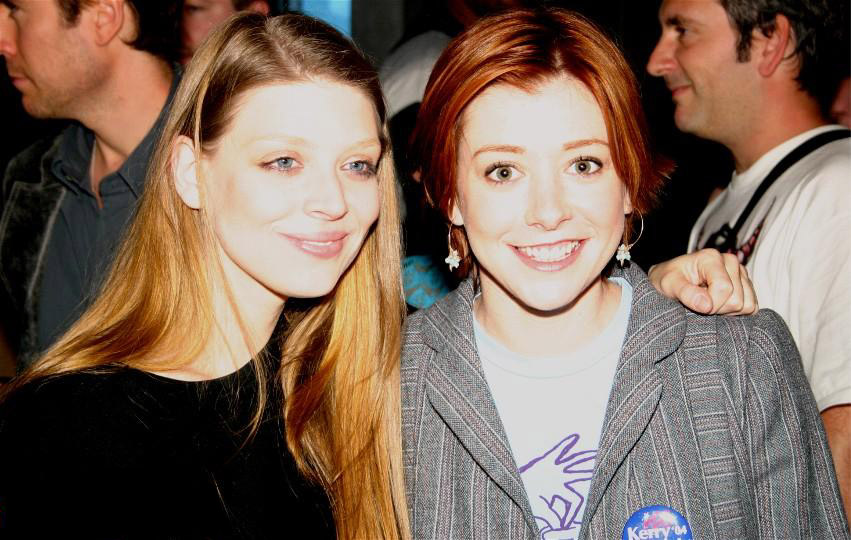
Amber Benson e Alyson Hannigan em 2004.

Desde 2003 mantém uma relação com o ator e cantor Adam Busch, que também participou de Buffy, a Caçadora de Vampiros. Na série, o personagem de Adam, Warren Mears assassinou a personagem Tara Maclay, interpretada por Amber.
É amiga da sua companheira de ficção, Alyson Hannigan.
Desde 2007, Benson reside em Los Angeles, California. Ela é uma ex-vegetariana.

## Filmografia

### Cinema
| Ano  | Título                   | Papel                     | Notas           |
| ---- | ------------------------ | ------------------------- | --------------- |
| 1993 | The Crush                | Cheyenne                  |                 |
| 1993 | King of the Hill         | Ella McShane              |                 |
| 1994 | S.F.W.                   | Barbara "Babs" Wyler      |                 |
| 1994 | Imaginary Crimes         | Margaret                  |                 |
| 1995 | Bye Bye Love             | Meg Damico                |                 |
| 1998 | Can't Hardly Wait        | Stephanie                 | Cenas deletadas |
| 1999 | Take It Easy             | Justy                     |                 |
| 1999 | Deadtime                 | Patty                     |                 |
| 2000 | The Prime Gig            | Batgirl                   |                 |
| 2001 | Hollywood, Pennsylvania  | Mandy Calhoun             |                 |
| 2001 | Don's Plum               | Amy                       |                 |
| 2002 | Taboo                    | Piper                     |                 |
| 2002 | Chance                   | Chance                    |                 |
| 2003 | Latter Days              | Traci Levine              |                 |
| 2005 | Intermedio               | Barbie                    |                 |
| 2005 | Race You to the Bottom   | Maggie                    |                 |
| 2006 | Lovers, Liars & Lunatics | Justine                   |                 |
| 2007 | Simple Things            | Sally                     |                 |
| 2007 | Girltrash!               | Svetlana "Lana" Dragovich |                 |
| 2008 | Act Your Age             | Julia                     |                 |
| 2008 | Kiss the Bride           | Elly                      |                 |
| 2008 | Strictly Sexual          | Donna                     |                 |
| 2008 | The Blue Tooth Virgin    | Jennifer                  |                 |
| 2008 | One-Eyed Monster         | Laura                     |                 |
| 2009 | Tripping Forward         | Gwen                      |                 |
| 2009 | The Killing Jar          | Noreen                    |                 |
| 2009 | Another Harvest Moon     | Gretchen                  |                 |

### Televisão
| Ano       | Título                          | Papel                       | Notas                                       |
| --------- | ------------------------------- | --------------------------- | ------------------------------------------- |
| 1993      | Jack Reed: Badge of Honor       | Nicole Reed                 | Filme para TV                               |
| 1994      | Jack Reed: A Search for Justice | Nicole Reed                 | Filme para TV                               |
| 1995      | Jack Reed: One of Our Own       | Nicole Reed                 | Filme para TV                               |
| 1998      | Promised Land                   | Amy Farnsworth              | Série de TV, Episódio: "Out of Bounds"      |
| 1999      | Cracker                         | Amy                         | Série de TV, Episódio: "The Club"           |
| 1999–2002 | Buffy the Vampire Slayer        | Tara Maclay                 | Série de TV, 47 episódios                   |
| 2001      | The Enforcers                   | Abby                        | Minissérie de TV                            |
| 2004      | Cold Case                       | Julia Hoffman               | Série de TV, Episódio: "Volunteers"         |
| 2005      | The Inside                      | Allison Davis               | Série de TV, Episódio: "The Perfect Couple" |
| 2006      | Supernatural                    | Lenore                      | Série de TV, Episódio: "Bloodlust"          |
| 2006      | Holiday Wishes                  | Danni Hartford              | Filme para TV                               |
| 2007      | Gryphon                         | Princesa Amelia de Lockland | Filme para TV                               |
| 2008      | Long Island Confidential        |                             | Série de TV                                 |
| 2008      | 7 Things to Do Before I'm 30    | Lori Madison                | Filme para TV                               |
| 2009      | Private Practice                | Jill Duncan                 | Série de TV, Episódio: "Finishing"          |
| 2010      | Grey's Anatomy                  | Corrine                     | Série de TV, Episódio: "This Is Me Trying"  |
| 2011      | Supernatural                    | Lenore                      | Série de TV, Episódio: "Mommy Dearest"      |

## Livros
Ghosts of Albion
- Astray (com Christopher Golden) (Subterranean Press, 2004)[11]
- Legacy (com Christopher Golden) (Short story, available on BBC site)[12]
- Accursed (com Christopher Golden) (Del Rey, 2005)
- Witchery (com Christopher Golden) (Del Rey, 2006)

Media
- Illusions (com Christopher Golden) (Animated feature, directed by Benson, available on BBC site)[13]
- The Ghosts of Albion Roleplaying Game (com Timothy S. Brannan and Christopher Golden) (Eden Studios, 2007)

Buffy the Vampire Slayer
- WannaBlessedBe (Willow & Tara (2003) com Christopher Golden)
- Wilderness, Part 1 (com Christopher Golden)
- Wilderness, Part 2 (com Christopher Golden)

Calliope Reaper-Jones
- Death's Daughter (Feb 24, 2009)
- Cat's Claw (Feb 23, 2010)
- Serpent's Storm (Feb 22, 2011)

Outros
- The Innocent in Tales of the Slayers
- Shadowplay #1-4 (com Ben Templesmith) (2005)
- The Seven Whistlers (com Christopher Golden) (2006)
- Among The Ghosts (children's, August 2010)[14]